# Astragalus longicuspis
Astragalus longicuspis är en ärtväxtart som beskrevs av Aleksandr Andrejevitj Bunge. Astragalus longicuspis ingår i släktet vedlar, och familjen ärtväxter. Inga underarter finns listade i Catalogue of Life.